# Peñafiel
Peñafiel – miasto w Hiszpanii, we wspólnocie autonomicznej Kastylia i León, w prowincji Valladolid. W 2008 liczyło 5 567 mieszkańców.

## Miasta partnerskie
- Villena, Hiszpania
- Escalona, Hiszpania
- Penafiel, Portugalia